# ミンブリー駅
ミンブリー駅（えき）は、タイ王国のバンコク都 ミンブリー区にある、■ピンクラインモノレールの駅である。2024年に営業を開始した。駅番号はPK30。
また、未開通のMRT■オレンジラインの中間駅(OR28)として開業を控えており（駅躯体は完成済）、開業後は接続駅となる予定。オレンジラインの開業は2028年を予定している。

## 概要

### ピンクライン
開業当初より終着駅として開業した。隣駅のタラートミンブリー駅が路線バスなど公共交通の結節点である一方、当駅には3000 台以上収容できる立体駐車場が併設され、自家用車利用との連携（パークアンドライド）が考慮されている。
また、駅南側には当線の車両基地が隣接している。

#### 構造
ピンクラインのほとんどの駅が道路直上にまたがる3層構造で作られている中、珍しく全2層の高架駅である。1階が改札、2階が乗り場。高架上を走行するオレンジラインをくぐる必要があるため、軌条(線路)の高さが低く抑えられている。
東側の1番線ホームは降車専用で、西側の2番線が乗り場となる。
終着駅ではあるが、軌条は南方に延び、高さをさらに下げつつ車両基地へ至る。

### オレンジライン(未開業)
ピンクライン駅の北側に隣接している。ラムカムヘン通りに並走して建設されたオレンジライン（第一次開業予定区間、以下東線と称す）は、当駅を含めて2023年に主要工事を終えているものの、運営業者の決定や車両調達の遅れにより、2028年開通と発表されている（2024年時点）。

#### 構造
2面2線の中間駅である。全3層構造で、2階部分が改札、3階部分が乗り場となる予定。

## 歴史

### ピンクライン
- 2023年11月21日 - 無料運行による公開試運転とともに開業。
- 2024年1月7日 - 営業運転開始。
- 2025年
  - 3月28日 - ミャンマーで発生した大地震の影響で当駅構内の設備が損傷したため全線運行停止[4][注釈 1]。
  - 4月16日 - 営業再開[5]。

## 駅周辺
ピンクライン・オレンジライン両駅の北側にはラムカムヘン通りが東西に走り、その東方約500 mにあるロムクラオ交差点で交わるロムクラオ通りにはスワンナプーム国際空港への路線バスが運行している。
少し離れて団地や住宅が立ち並び、また大型スーパーやホームセンターも点在する。
- カセムバンディット大学（英語版）ロムクラオキャンパス

## その他
バンコクBRT開通当時（2010年）に提唱されていたBRTマスタープランでは、バンコク都下に全15路線のBRT開設が盛り込まれ、当駅周辺を現ピンクラインに相当する4号線と、オレンジラインに相当する5号線の接続点とする構想が立案されていた。同案における4号線はロムクラオ通りをそのまま南下し、スワンナプーム国際空港に至る計画であった。この計画を踏襲し、ピンクラインをロムクラオ通り沿いに延伸する構想が存在する。